# Ivo Snijders
Ivo Snijders (ur. 9 września 1980) – holenderski wioślarz, reprezentant Holandii w wioślarskiej czwórce bez sternika wagi lekkiej podczas Letnich Igrzysk Olimpijskich w Pekinie.
Brakowało mu brązowego medalu w finale o 0,04 sekundy.

## Osiągnięcia
- Mistrzostwa Świata – Mediolan 2003 – czwórka bez sternika wagi lekkiej – 3. miejsce[1].
- Igrzyska Olimpijskie – Ateny 2004 – czwórka bez sternika wagi lekkiej – 4. miejsce[1].
- Mistrzostwa Świata – Monachium 2007 – czwórka bez sternika wagi lekkiej – 10. miejsce[1].
- Igrzyska Olimpijskie – Pekin 2008 – czwórka bez sternika wagi lekkiej – 6. miejsce[1].